# Stanisław Noakowski

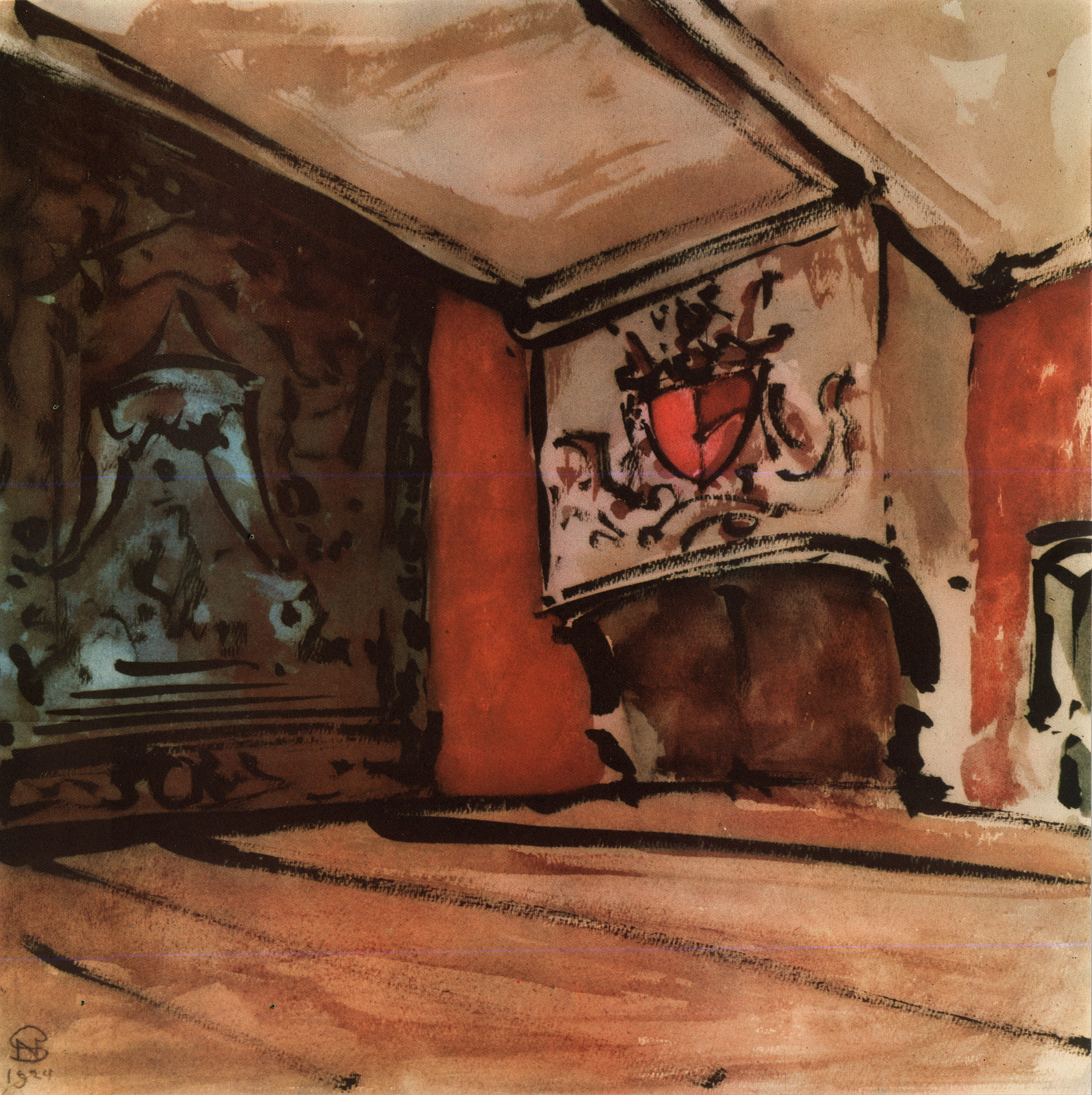
Barockes Gemach in einer Burg (1924)

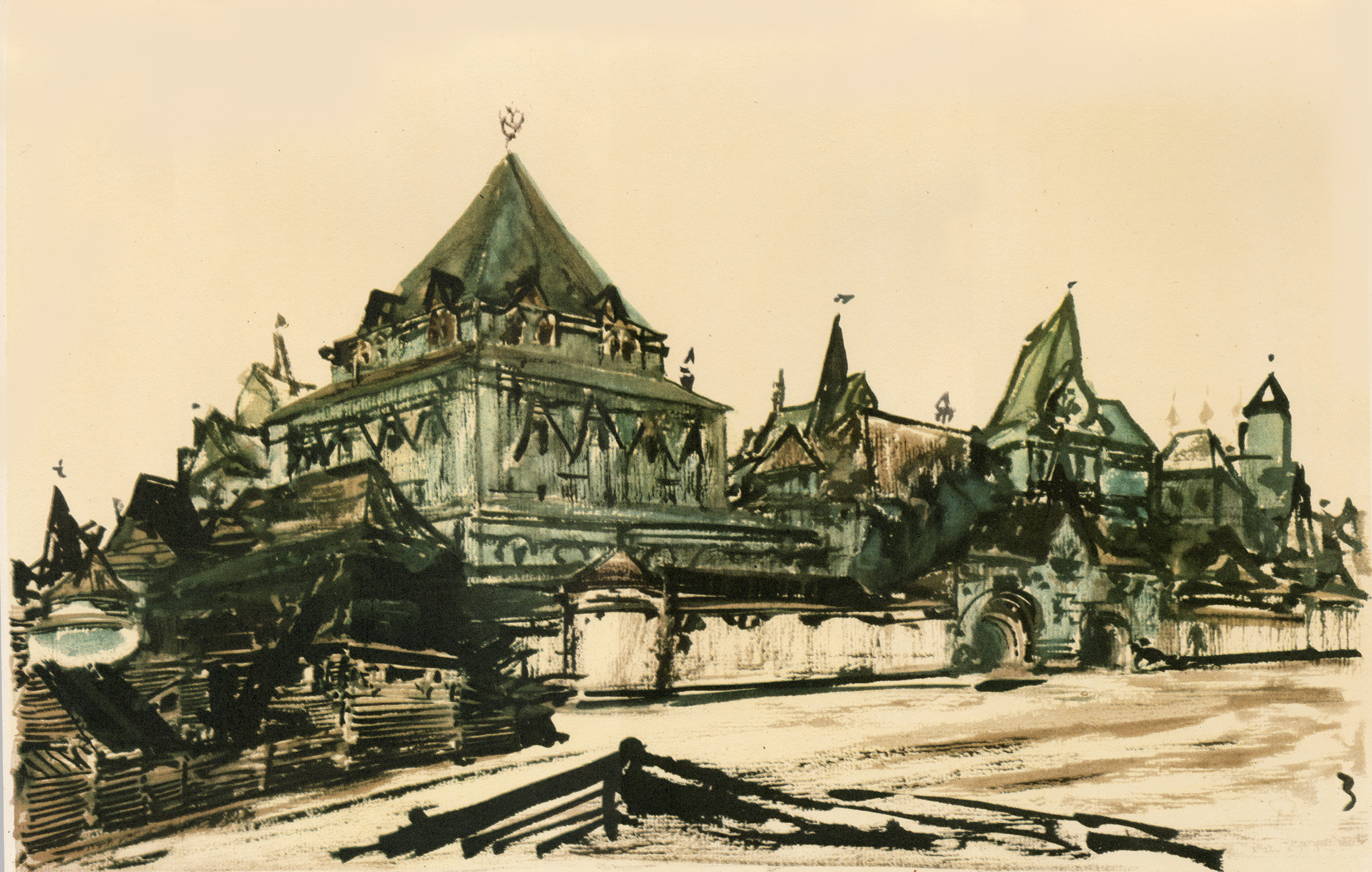
Alte russische Architektur

Stanisław Noakowski (* 21. März 1867 in Nieszawa; † 1. Oktober 1928 in Warschau) war ein polnischer Architekt, Aquarellmaler und Kunsthistoriker.

## Biografie
Nach dem Unterricht in der Realschule in Włocławek und im Gymnasium in Łowicz studierte er Architektur an der Kunstakademie in Sankt Petersburg (1886–1894).
Nach dem Studienabschluss bewarb sich Noakowski um die Stellung eines Lehrbeauftragten an der Technischen Hochschule in Warschau, sein Antrag wurde jedoch abgelehnt. Dann beschloss er in Russland zu bleiben. 1899–1905 unterrichtete er an der Stroganow-Schule für Gebrauchskunst in Moskau, 1906 wurde er zum Professor an der Moskauer Schule für Malerei, Skulptur und Architektur berufen. 1915 wurde er Mitglied der Petersburger Kunstakademie. Nach der Oktoberrevolution wurde er Mitglied des Kollegiums für darstellende Künste des Volkskommissariats für Volksbildung. Insgesamt verbrachte er in Russland zwanzig Jahre.
1919 wurde er zum Professor der Geschichte der Baukunst der Neuzeit an der Architekturfakultät der Technischen Hochschule Warschau berufen, drei Jahre lang bekleidete er das Amt des Dekans.
Noakowski war vor allem als Aquarellmaler bekannt. Er malte mit breiten Pinselstrichen phantastische Architekturen aus Polen und Russland. Während der Vorlesungen zeichnete er mit Kreide an der Tafel Bilder, von denen nur wenige Aufnahmen geblieben sind. 1920 erschien eine Sammlung seiner Aquarellen in Buchform.

### Bibliografie
- Stanisław Noakowski, Architektura Polska. Szkice kompozycyjne, Warszawa 1920
- Stanisław Noakowski, Pisma, Wydawnictwo Budownictwo i Architektura, Warszawa 1957